# Trienio Liberal

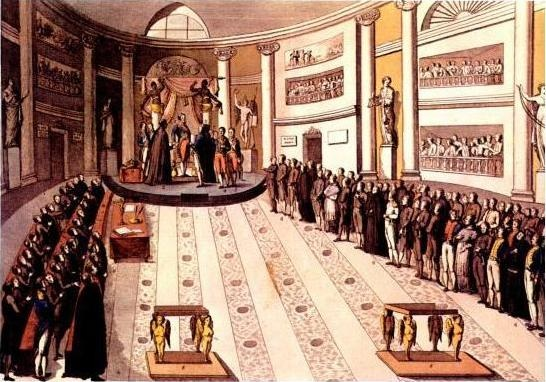
Generální kortesy v roce 1820

Trienio Liberal („Liberální trojletka“) je období tří let v moderní historii Španělska mezi lety 1820 a 1823, kdy po vojenském povstání z ledna 1820 vedeném podplukovníkem Rafaelem del Riegem vládla Španělsku jeho liberální vláda, která tak ukončila šestiletou absolutistickou vládu krále Ferdinanda VII. (Sexenio Absolutista). Období skončilo v roce 1823, když se souhlasem korunovaných hlav Evropy francouzská armáda vtrhla do Španělska a obnovila královu moc. Tato invaze je známa ve Francii jako „španělská expedice“ (expédition d'Espagne) a ve Španělsku jako „sto tisíc synů Svatého Ludvíka“ (Cien Mil Hijos de San Luis). Následné období se někdy nazývá Zlá dekáda (Década Ominosa).

## Revoluce
Král Ferdinand VII vyvolal rozsáhlý neklid, zejména v armádě, tím, že odmítl přijmout liberální španělskou ústavu z roku 1812.
Král se zároveň snažil získat zpět španělské kolonie v Americe, které se nedávno úspěšně vzbouřily, čímž Španělsko připravily o důležitý zdroj příjmů. V lednu 1820 tak nechal shromáždit vojáky v Cádizu s cílem je vyslat do Jižní Ameriky. Ti však, rozzlobení kvůli nízkému platu, špatnému jídlu a špatnému ubytování, se vzbouřili pod vedením plukovníka Rafaela del Riega. Slíbili věrnost ústavě z roku 1812 a zmocnili se svého velitele.
Následně se povstalecké síly přesunuly do nedalekého San Fernanda, kde zahájily přípravy na pochod na hlavní město Madrid.
Navzdory relativní slabosti rebelů přijal Ferdinand 9. března 1820 ústavu, čímž udělil moc liberálním ministrům. Navzdory tomu liberální revolucionáři zaútočili na královský palác a zmocnili se Ferdinanda VII., který byl další tři roky v domácím vězení Generálních kortesů (parlamentu), ačkoli formálně stál stále v čele státu. Volby do kortesů v roce 1822 vyhrál Rafael del Riego.

## Liberální vláda
Ferdinandovi příznivci se usadili v Urgellu, chopili se zbraní a zřídili absolutistické regentství. S pomocí královské gardy pak zorganizovali v Madridu povstání, které bylo potlačeno silami podporujícími novou vládu a její ústavu. Navzdory porážce Ferdinandových příznivců u Madridu vypukly roajalistická povstání rovněž v Kastilii, Toledu a Andalusii.
Následovaly tři roky liberální vlády. Ta reorganizovala Španělsko na 52 provincií a zamýšlela omezit regionální autonomii, která byla charakteristickým znakem španělské byrokracie od habsburské nadvlády v 16. a 17. století. U některých regionálních vlád, zejména v Aragonii, Navaře a Katalánsku, tudíž vznikl odpor vůči liberální vládě. Antiklerikální politika vlády zase vedla ke třenicím s římskokatolickou církví. Pokusy o industrializaci vládě znepřátelily staré obchodní spolky (gildy). Zrušena byla též španělská inkvizice. Protože tu však předtím zrušil během francouzské okupace také Josef Bonaparte, vedlo to k obvinění, že vládní politici jsou afrancesados (frankofilové). Také jezuité, kteří byli v 18. století zakázáni Karlem III., aby je po svém restaurování rehabilitoval Ferdinand VII., byli vládou opět zakázáni, čímž si vláda vyrobila nové nepřátele. Rovněž radikálnější liberálové se pokoušeli vzbouřit proti celé myšlence monarchie, bez ohledu na to, jak malou moc měla. V roce 1821 byly potlačeni. I armáda, jejíž liberální sklony přivedly vládu k moci, ovšem začala kolísat, když se španělské hospodářství nelepšilo, a v roce 1823 musela být potlačena vojenská vzpoura v Madridu.
V americké otázce liberální vláda vsadila na vyjednávání místo represe. Do jižní Ameriky zamířili místo vojenských jednotek komisaři s nabídkou, že když se vzbouřenci formálně podřídí královské autoritě, budou výměnou Španělskem uznáni za legitimní vládce. Pro všechny povstalce by poté byla vyhlášena plošná amnestie. Jihoameričtí rebelové ovšem tuto nabídku nepřijali, v té době byla jejich jedinou politikou již jen plná nezávislost.

## Invaze
Ačkoli v roce 1820 Svatá aliance Ruska, Rakouska a Pruska nevyhověla Ferdinandově žádosti o pomoc proti liberálním revolucionářům, zneklidnění konzervativního bloku ze španělské liberální vlády rostlo.
V roce 1822 Veronský kongres (kde krom států Svaté aliance zasedla i Británie a Francie) pověřil Francii, aby vojensky zasáhla. Francouzský král Ludvík XVIII. přes Pyreneje v dubnu 1823 vyslal "ve jménu svatého Ludvíka" a k ochraně "vnuka francouzského krále Jindřicha IV." masivní stotisícovou armádu. Španělská armáda, plná vnitřních rozporů, kladla jen malý odpor dobře organizované francouzské síle, která se zmocnila Madridu a znovu nastolila Ferdinanda jako absolutního panovníka.